# Hažlín
Hažlín és un poble i municipi d'Eslovàquia. Es troba a la regió de Prešov, al nord del país.

## Història
La primera referència escrita de la vila data del 1414.

## Demografia
| Godina             | 1994 | 2004   | 2014   | 2024   |
| ------------------ | ---- | ------ | ------ | ------ |
| Nombre de persones | 1193 | 1191   | 1135   | 1058   |
| Diferència         |      | −0,16% | −4,70% | −6,78% |

| Godina             | 2023 | 2024   |
| ------------------ | ---- | ------ |
| Nombre de persones | 1051 | 1058   |
| Diferència         |      | +0,66% |